# Gunung Kemiki
Gunung Kemiki är ett berg i Indonesien.   Det ligger i provinsen Aceh, i den västra delen av landet, 1 700 km nordväst om huvudstaden Jakarta. Toppen på Gunung Kemiki är 2 800 meter över havet.
Terrängen runt Gunung Kemiki är varierad.Runt Gunung Kemiki är det glesbefolkat, med 11 invånare per kvadratkilometer. Det finns inga samhällen i närheten. I omgivningarna runt Gunung Kemiki växer i huvudsak städsegrön lövskog.